# Odwrotna transkryptaza

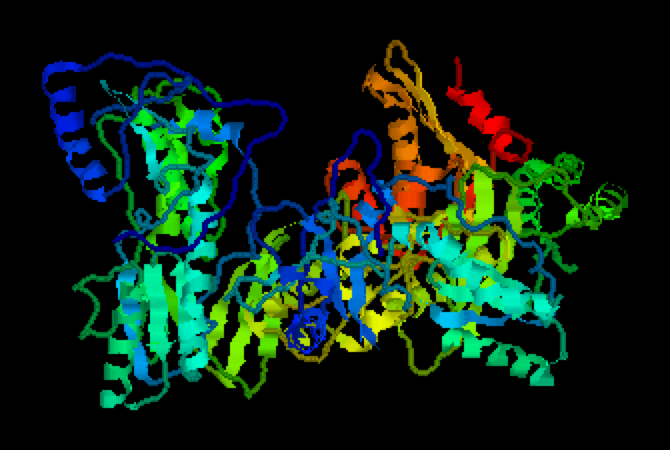
Trójwymiarowy model rewertazy

Odwrotna transkryptaza, rewertaza, polimeraza DNA zależna od RNA (EC 2.7.7.49) – enzym syntetyzujący nić DNA na matrycy RNA. Proces ten nosi nazwę odwrotnej transkrypcji (por. transkrypcja – przepisywanie z DNA na RNA). Enzym ten wykazuje także aktywność rybonukleazową.
Odkrycie tego enzymu zostało w 1975 nagrodzone nagrodą Nobla w dziedzinie fizjologii lub medycyny.
Odwrotna transkryptaza występuje u retrowirusów (np. HIV), którym umożliwia przepisanie ich materiału genetycznego z RNA na DNA, które następnie integruje do genomu gospodarza i wraz z nim ulega replikacji. Również niektóre wirusy DNA (hepadnawirusy) wykorzystują odwrotną transkrypcję podczas replikacji.
Odwrotną transkryptazę kodują też retrotranspozony występujące w genomach eukariotów, co umożliwia im replikację i przemieszczanie się w genomie. Odwrotną transkryptazą jest również telomeraza, zawierająca w sobie nić RNA służącą jako matryca do syntezy DNA.
Odwrotna transkryptaza podczas syntezy DNA robi dużo błędów, ponieważ nie ma aktywności korekcyjnej. Pozwala to na szybką akumulację mutacji w wirusach takich jak HIV, które wykorzystują ją do replikacji. Inhibitorami rewertazy są m.in. azydotymidyna i tenofowir.